# 博斯切特冰川
博斯切特冰川（英語：Boschert Glacier）是南極洲的冰川，位於瑪麗皇后地的沃爾格林海岸，流經熊號半島，最終注入多特森冰架，美國地質調查局根據測量和該國海軍的空中照片繪入地圖，現時由南極條約體系管理。